# Classe Tarawa
Le navi della classe Tarawa della US Navy, cinque unità in tutto varate tra gli anni settanta e l'inizio del decennio successivo (altre vennero cancellate), sono state per lungo tempo le più grandi navi anfibie del mondo, con circa 40.000 tonnellate di dislocamento, dotate di un enorme ponte di volo, un bacino per ospitare mezzi da sbarco, un hangar e un magazzino per mezzi e veicoli. Le navi sono dotate anche di apparati di comando e controllo delle operazioni anfibie e un pesante armamento difensivo. La precedente classe Iwo Jima, sebbene derivata dal progetto di una portaerei della Seconda guerra mondiale, non era abbastanza grande per ospitare con continuità gli aerei AV-8B Harrier II, ma le riserve di carburante e le attrezzature aeree delle Tarawa non sono ancora totalmente ottimali, e così è arrivata la successiva, ancora più grande Classe Wasp.
La USS Peleliu (LHA-5) è in riserva dal 31 marzo 2015. La capoclasse USS Tawara (LHA-1) è in riserva in attesa che venga stabilito il suo destino. L'USS Saipan (LHA-2) è stata demolita nel 2009, la USS Belleau Wood (LHA-3) affondata il 13 luglio 2006 nel corso dell'esercitazione RIMPAC '06, colpita dall'incrociatore USS Mobile Bay (CG-53) della classe Ticonderoga, mentre la USS Nassau (LHA-4) è stata demolita a Brownsville nel 2021.

## Unità
| U.S. Navy | U.S. Navy    | U.S. Navy          | U.S. Navy             | U.S. Navy         | U.S. Navy              | U.S. Navy             | U.S. Navy                          | U.S. Navy                | U.S. Navy        |
| Matricola | Nome         | Ordinata (ordered) | Impostata (laid down) | Varata (launched) | Completata (completed) | Consegnata (acquired) | Entrata in servizio (commissioned) | Radiata (decommissioned) | Porto (homeport) |
| --------- | ------------ | ------------------ | --------------------- | ----------------- | ---------------------- | --------------------- | ---------------------------------- | ------------------------ | ---------------- |
| LHA-1     | Tarawa       | 1º maggio 1969     | 15 novembre 1971      | 1º dicembre 1973  |                        | 14 maggio 1976        | 29 maggio 1976                     | 31 marzo 2009            | San Diego        |
| LHA-2     | Saipan       |                    | 21 luglio 1972        | 20 luglio 1974    |                        |                       | 15 ottobre 1977                    | 25 aprile 2007           | Norfolk          |
| LHA-3     | Belleau Wood | 15 novembre 1969   | 5 marzo 1973          | 11 aprile 1977    |                        |                       | 23 settembre 1978                  | 28 ottobre 2005          | San Diego        |
| LHA-4     | Nassau       |                    | 13 agosto 1973        | 21 gennaio 1978   |                        |                       | 28 luglio 1979                     | 31 marzo 2011            | Norfolk          |
| LHA-5     | Peleliu      | 6 novembre 1970    | 12 novembre 1976      | 25 novembre 1978  |                        |                       | 3 maggio 1980                      | 31 marzo 2015            | San Diego        |

## Galleria d'immagini

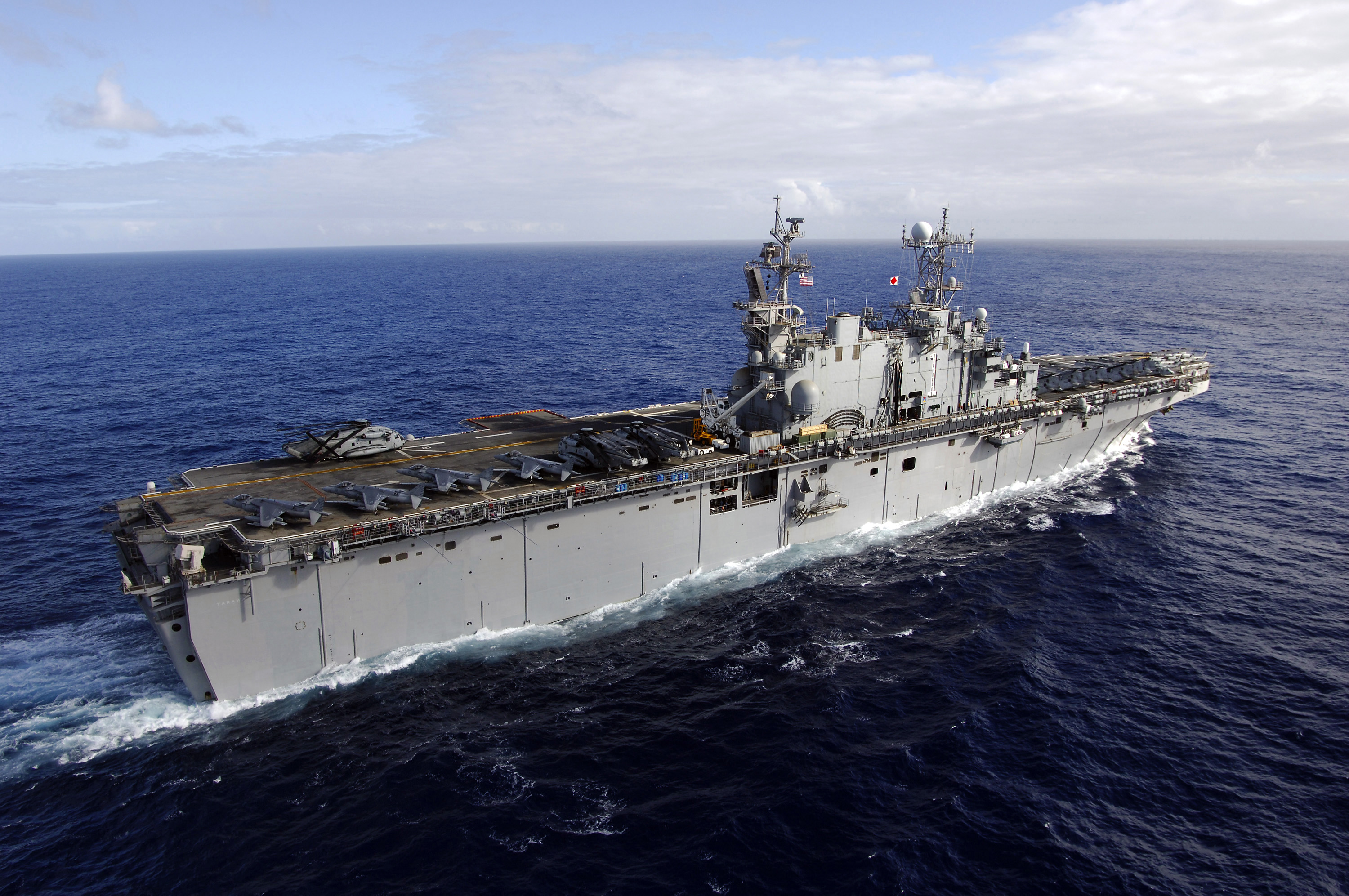
USS Tarawa (LHA-1)
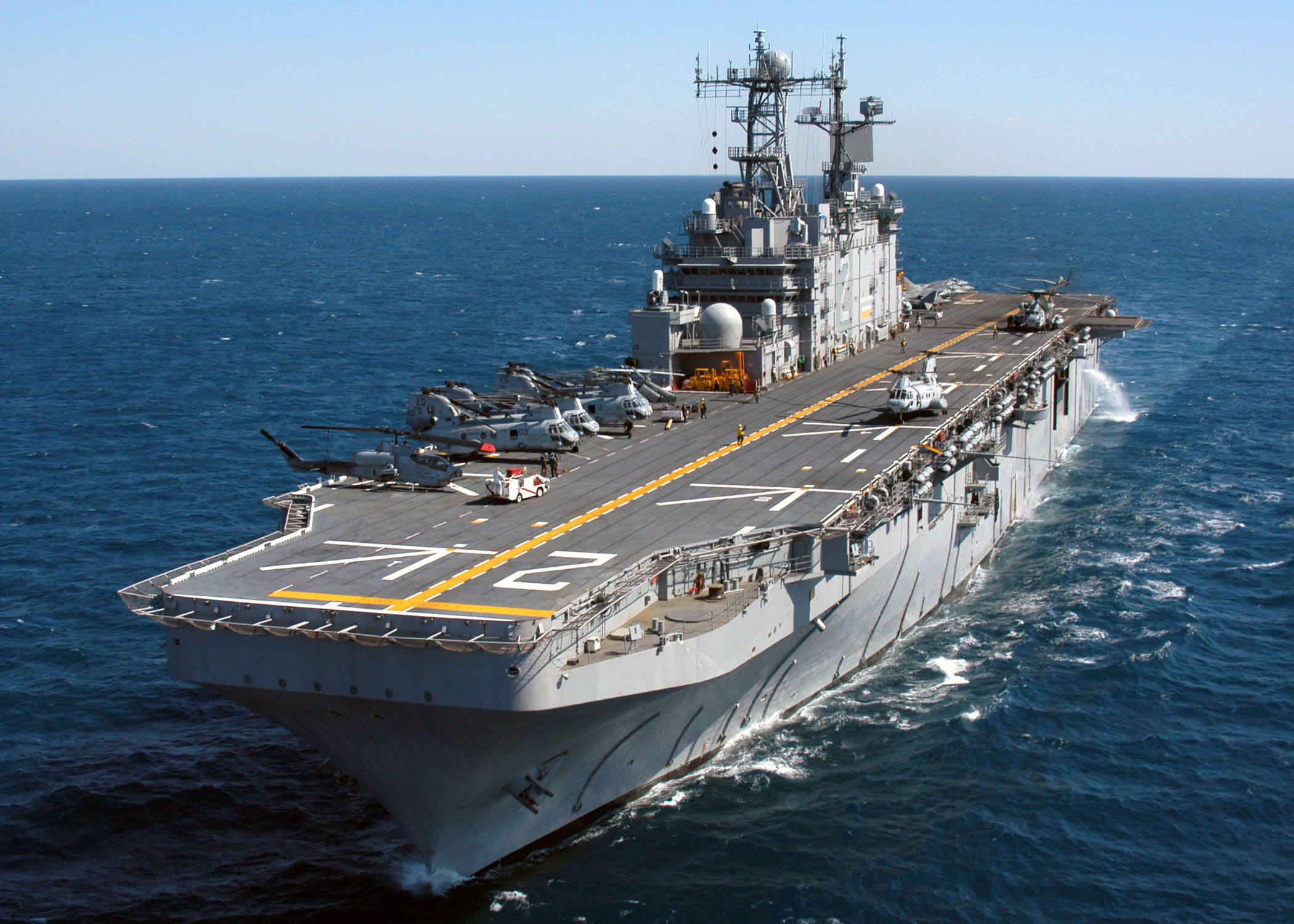
USS Saipan (LHA-2)
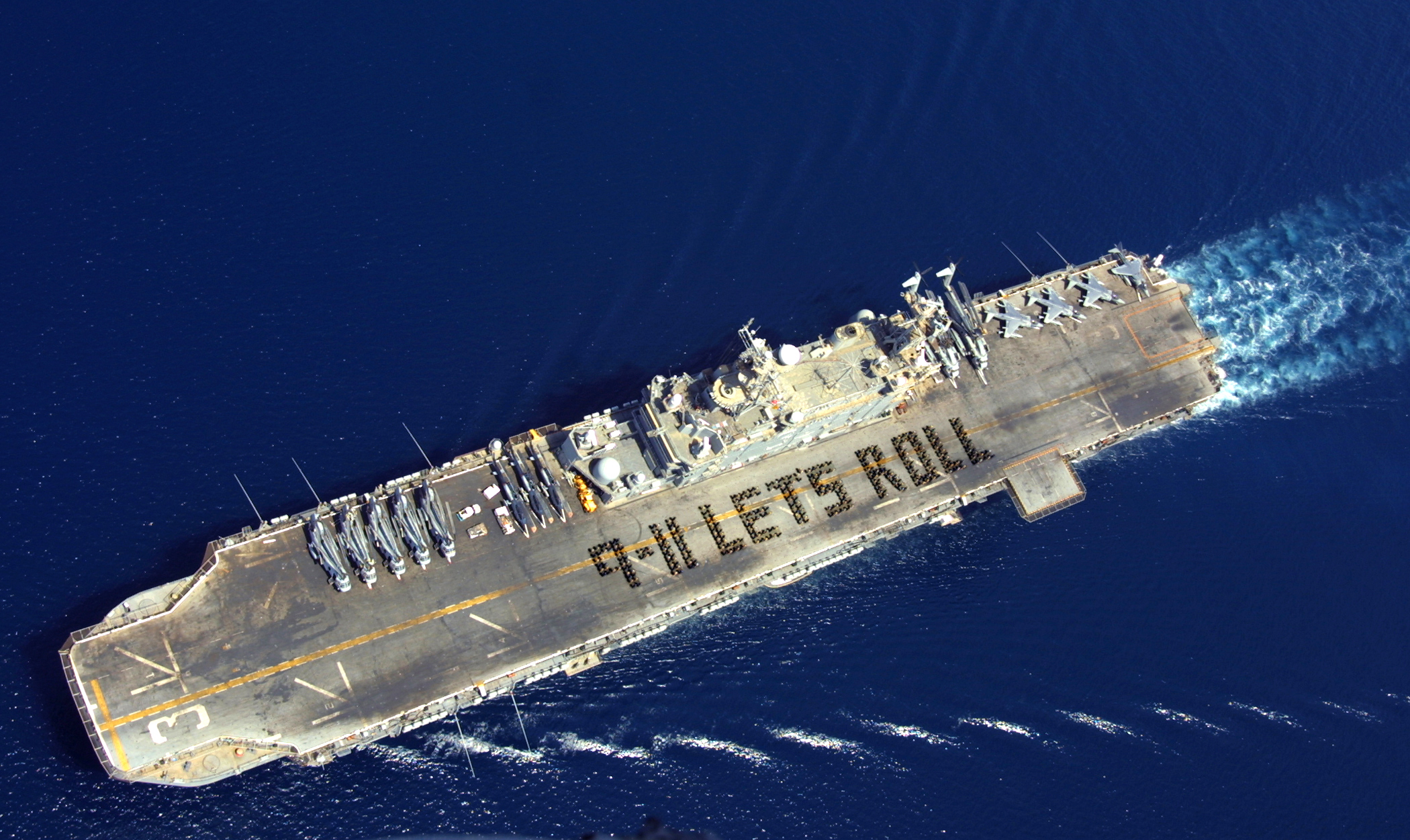
USS Belleau Wood (LHA-3)
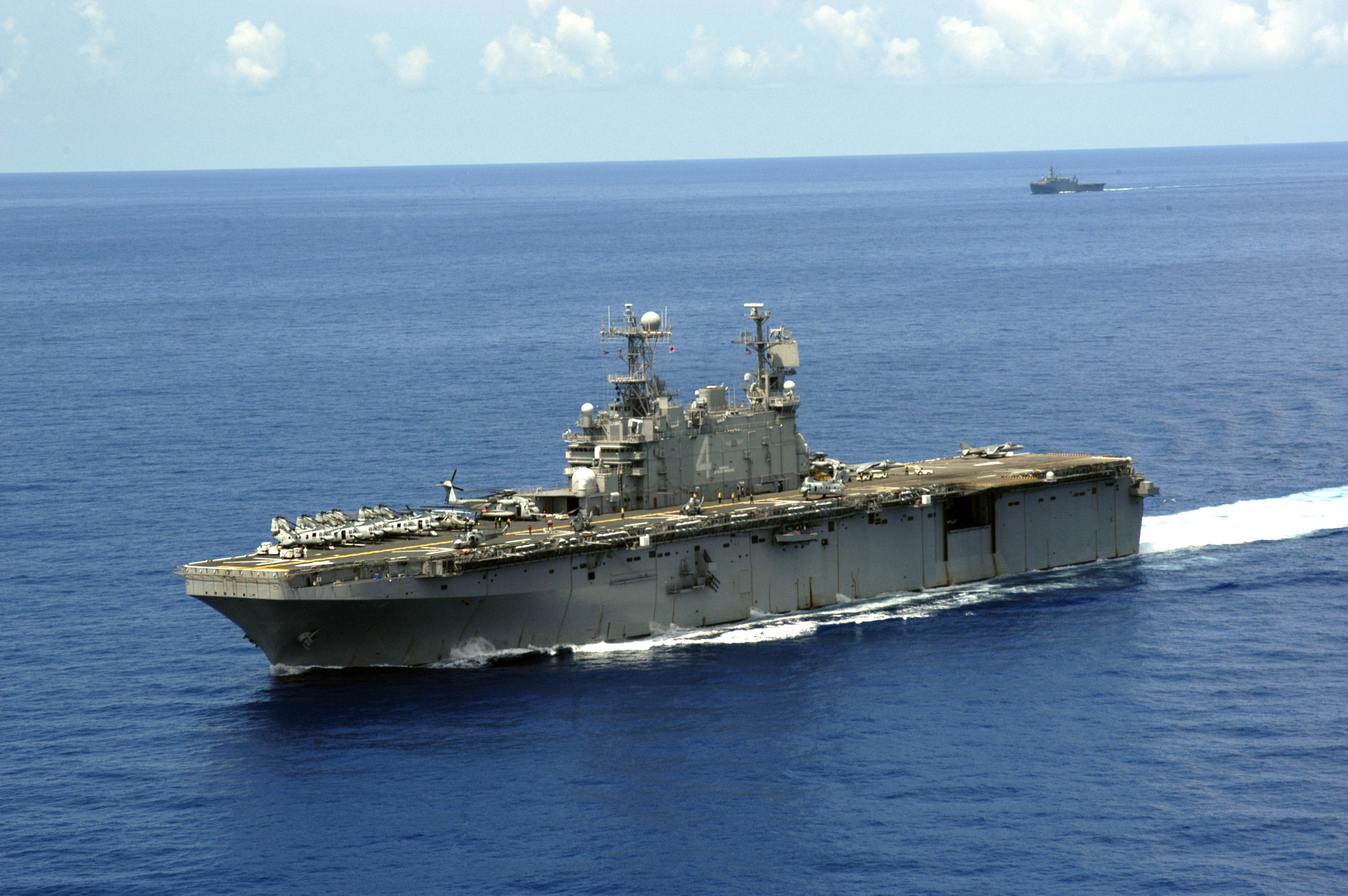
USS Nassau (LHA-4)
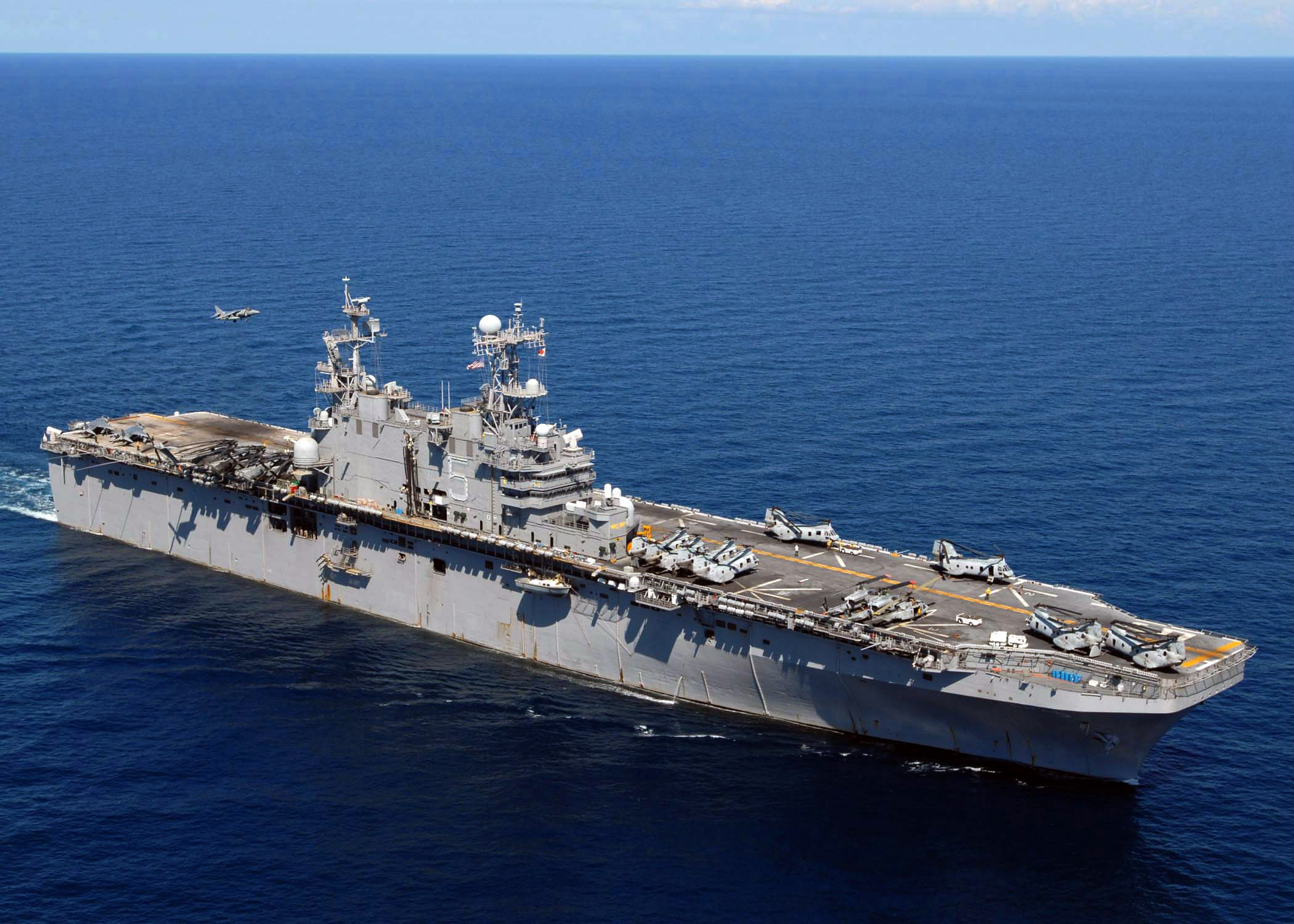
USS Peleliu (LHA-5)